# Marcus Steinweg

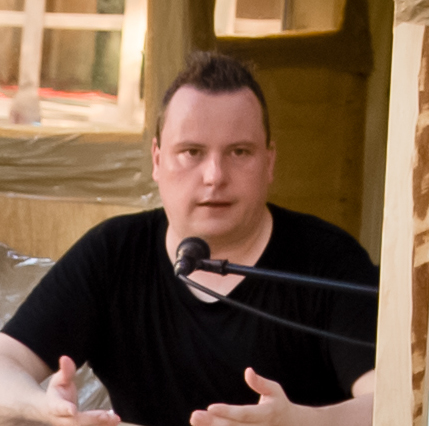
Marcus Steinweg

Marcus Steinweg (* 1971 in Koblenz) ist ein deutscher Philosoph, Autor und Vortragskünstler. Er war Professor für Kunst und Theorie an der Kunstakademie in Karlsruhe.

## Leben
Marcus Steinweg, der aus einer Juristenfamilie stammt, begann laut eigener Aussage im Alter von 12 Jahren aus einer Pubertätsregung heraus, Bücher von Augustinus, Heidegger, Jaspers, Kant, Kierkegaard und Sartre aus der elterlichen Bibliothek zu lesen. Er habe sie zwar nur ansatzweise verstanden, aus der Lektüre aber dennoch Gewinn gezogen und nach drei Jahren den Entschluss gefasst, das Philosophieren zu seinem Lebensinhalt zu machen. Nach dem Abitur begann er 1992 ein Philosophiestudium in Freiburg, um die Phänomenologie kennenzulernen. Enttäuscht vom universitären Lehrbetrieb, der ihm zu unkreativ und steril erschien, brach er das Studium jedoch nach wenigen Monaten ab. Anschließend finanzierte er seinen Lebensunterhalt durch Gelegenheitsarbeiten und zog nach Köln – in den 1990er Jahren ein Zentrum für Gegenwartskunst –, wo er unter anderem kunstphilosophische Texte für Ausstellungen schrieb. 1994 erschien sein erstes Buch Frakturen, das er als Kunstobjekt konzipiert hatte.
Im Jahr 2002 konnte Steinweg ein Studium der Kunst erfolgreich mit einem Diplom beenden. 2008/2009 hatte er einen Lehrauftrag an der Hochschule für Bildende Künste Braunschweig, und 2014/2015 übernahm er eine Gastprofessur für Zeitbezogene Medien an der Hochschule für bildende Künste Hamburg (HFBK). 2016 lehrte Marcus Steinweg an der Universität der Künste Berlin; 2017 promovierte er an der HFBK Hamburg mit der Arbeit Subjekt und Wahrheit, die 2018 bei Matthes & Seitz Berlin publiziert wurde. Von 2018 bis 2022 war er ordentlicher Professor für Kunst und Theorie an der Staatlichen Akademie für Bildende Kunst in Karlsruhe. Seit Jahren arbeitet er mit dem Künstler Thomas Hirschhorn und mit der Künstlerin Rosemarie Trockel zusammen.
Marcus Steinweg gab gemeinsam mit Wilfried Dickhoff im Berliner Merve Verlag die Zeitschrift Inaesthetics heraus, die sich thematisch an der Schnittstelle zwischen Kunst und Philosophie bewegt und Beiträge in den Sprachen Deutsch, Englisch und Französisch enthält. Seine Bücher veröffentlicht er außer im Merve Verlag bei Matthes & Seitz Berlin. In seinen Vorträgen philosophiert Marcus Steinweg live und in freier Rede; er versteht seine Auftritte als Performances des freien Denkens.
Steinweg lebt in Berlin und Paris.

## Schriften
- Krieg der differance. Verlag Dietmar Fölbach, Koblenz 2001, ISBN 3-934795-09-9.
- Der Ozeanomat: Ereignis und Immanenz. Salon, Köln 2002, ISBN 3-89770-031-X.
- Bataille Maschine. Gemeinsam mit Thomas Hirschhorn. Merve, Berlin 2003, ISBN 3-88396-189-2.
- Subjektsingularitäten. Merve, Berlin 2004, ISBN 3-88396-203-1.
- Behauptungsphilosophie. Merve, Berlin 2006, ISBN 3-88396-221-X.
- Mutter. Gemeinsam mit Rosemarie Trockel. Salon, Köln 2007.
- Duras. Gemeinsam mit Rosemarie Trockel. Merve, Berlin 2009, ISBN 978-3-88396-230-6.
- INAESTHETIK – NR. 0: Theses on Contemporary Art. diaphanes, Zürich / Berlin 2008, ISBN 978-3-03734-034-9.
- Politik des Subjekts. diaphanes, Zürich / Berlin 2009, ISBN 978-3-03734-062-2.
- INAESTHETIK – NR. 1: Politics of Art. diaphanes, Zürich / Berlin 2009, ISBN 978-3-03734-061-5.
- Aporien der Liebe. Merve, Berlin 2010, ISBN 978-3-88396-267-2.
- INAESTHETICS – NR. 2: Animality. Merve, Berlin 2011, ISBN 978-3-88396-293-1.
- MAPS. Gemeinsam mit Thomas Hirschhorn. Merve, Berlin 2011, ISBN 978-3-88396-253-5.
- Kunst und Philosophie / Art and Philosophy. Walther König, Köln 2012, ISBN 978-3-86335-073-4.
- INAESTHETICS – NR. 3: Money. Merve, Berlin 2012, ISBN 978-3-88396-313-6.
- Philosophie der Überstürzung, Merve, Berlin 2013,  ISBN 978-3-88396-340-2.
- Inkonsistenzen. Matthes & Seitz, Berlin 2015, ISBN 978-3-95757-034-5.
- Evidenzterror. Matthes & Seitz, Berlin 2015, ISBN 978-3-95757-157-1.
- Gramsci Theater, Merve, Berlin 2016,  ISBN 978-3-88396-302-0.
- Subjekt und Wahrheit. Matthes & Seitz, Berlin 2018, ISBN 978-3-95757-478-7.
- Humor und Gnade (gemeinsam mit Frank Witzel). Matthes & Seitz, Berlin 2019, ISBN 978-3-95757-724-5.
- Metaphysik der Leere. Matthes & Seitz, Berlin 2020, ISBN 978-3-95757-806-8.
- Fetzen – Für eine Philosophie der Entschleierung. Gemeinsam mit Marie Rotkopf. Matthes & Seitz, Berlin, 2022, ISBN 978-3-7518-0523-0.
- Kafka. Gemeinsam mit Sonja Dierks. Matthes & Seitz, Berlin, 2024, ISBN 978-3-7518-3015-7.
- Minima Amoralia. Matthes & Seitz, Berlin, 2025, ISBN 978-3-7518-3038-6.

## Kunstprojekte mit Thomas Hirschhorn
- Nietzsche-Map (2003)
- Hannah-Arendt-Map (2003)
- Foucault-Map (2004)
- The Map of Friendship between Art and Philosophy (2007)
- Spinoza-Map (2007)
- The Map of Headlessness (2011)

## Mitarbeit in Kunstprojekten von Thomas Hirschhorn
- World Airport (Biennial of Venice, 1999)
- Bataille Monument (Kassel: documenta11, 2002)
- Doppelgarage (Berlin: Arndt & Partner Gallery 2002)
- Stand-In (Barcelona: Fundacio Miro 2003)
- U-Lounge (London: Tate Modern 2004)
- Unfinished Walls (London: Stephen Friedman Gallery 2004)
- 24H Foucault (Paris: Palais de Tokyo, 2004)
- Swiss-Swiss Democracy (Paris: CCS, 2004 / 2005)
- Utopia Utopia. One World, One War, One Army, One Dress (Boston: ICA 2005, Wattis Institute San Francisco)
- The Bijlmer Spinoza-Festival, Amsterdam 2010